# Out of This World (videogioco 1987)
Out of This World è un videogioco sparatutto a scorrimento spaziale pubblicato a fine 1987 per Amstrad CPC, Commodore 64 e ZX Spectrum dal marchio Reaktör della Ariolasoft UK. Trae evidente ispirazione dall'arcade Fantasy Zone del 1986, che non era stato convertito ufficialmente per i suddetti computer.

## Modalità di gioco
Il giocatore pilota una navicella spaziale in un ambiente alieno con visuale laterale e scorrimento orizzontale libero in entrambi i sensi. Il paesaggio è surreale e vivacemente colorato (solo la versione Spectrum è monocroma), con una varietà di nemici bizzarri che volano in formazione e sono letali in caso di scontro.
La navicella deve evitare o distruggere gli alieni con un'arma di base che permette di sparare in orizzontale con munizioni illimitate. I nemici distrutti rilasciano monetine bonus che, se raccolte in quantità sufficiente, caricano le armi secondarie e altri power-up. Si può attivare un'arma alla volta raccogliendo abbastanza monetine del colore corrispondente, ma ogni arma dura per un tempo limitato. Otto icone a fondo schermo (non visibili nella versione Amstrad) mostrano il livello di caricamento dei power-up, tra i quali proiettili multidirezionali, raggi laser e vite extra.
Per completare un livello si devono eliminare abbastanza nemici, dopodiché appare l'uscita per il successivo. Ci sono otto livelli e tra l'uno e l'altro c'è una sequenza bonus con, come unici nemici, uno sciame continuo di sferette che arrivano da destra.